# SpVgg Bayreuth
El SpVgg Bayreuth es un equipo de fútbol de Bayreuth, Alemania. Juega en la Regionalliga Bayern, el cuarto nivel del fútbol en el país.

## Historia

### Primeros años
Fue fundado en el año 1921 en la ciudad de Bayreuth en Alta Franconia como una sección del equipo de gimnasia TuSpo Bayreuth, y fue uno de los muchos equipos que desaparecieron y reemplazados por equipos que representaban al gobierno nazi en 1933 que se oponían a equipos deportivos y organizaciones sociales. Miembros del club posteriormente lo refundaron como FSV Bayreuth y retomaron las actividades del equipo original después de la Segunda Guerra Mundial. En sus inicios el club era integrado por soldados en servicio, por lo que constantemente tenían que hacer camios en su nómina por traslados de zona de los militares.

### Periodo de Postguerra
En 1945 estaban a la sombra de los dos rivales de la ciudad, el FC Bayreuth y el Vfl Bayreuth, aunque obtuvieron el título de la Amateurliga Nordbayern (III) en 1956 luego de haber ascendido de la 2nd Amateurliga Oberfranken-West en 1954 de manera fácil.
Tuvieron buenos resultados y ganaron la Bayernliga en 1959, venciendo a los campeones del sur el Schwaben Augsburg por el título de la región de Baviera. Obtuvieron el ascendo a la 2.Oberliga Süd luego de vencer en tiempo extra al VfR Pforzheim 2-1.
El club estuvo tres temporadas en la segunda liga del Sur de Alemania hasta que descendieron a la Bayernliga, en la cual quedaron en cuarto lugar en 1962, donde un año después se realizó una reforma al fútbol alemán y calificaron para jugar en la nueva Amateurliga Bayern.

### Era de la Bundesliga
Al nacer la Bundesliga en 1963, el club estuvo en la tercera división hasta 1969 tras obtener el ascenso a la Regionalliga Süd, en la cual estuvo solo una temporada tras perder 2-5 en el desempate con el ESV Igolstadt tras quedar igualados en puntos.
En la Bayernliga ganaron el título sin problemas, perdiendo solo dos veces en 34 juegos y con 15 puntos de ventaja sobre el Wacker München y en 1974 consiguieron ascender a la nueva 2. Bundesliga Süd.
En 1979 estuvieron cerca de ascender a la Bundesliga, pero perdieron ante el Bayer Uerdingen 2-3 en el global y en 1982 descendieron a la Oberliga.
En 1989 mientras estaban en la Amateurliga, al club le fue negada la licencia por problemas financieros, al punto que en 1994 estaban en la Bayernliga de nuevo. En el 2005/06 retornaron a la Regionalliga Süd, pero un año más tarde se les negó al licencia de competición y retornaron a la Bayernliga. En la temporada siguiente fueron elegibles para jugar en la Regionalliga otra vez, pero les fue negada la licencia y permanecieron en la Bayernliga en 11 de junio del 2008. Los problemas financieros continuaron y el 22 de octubre del 2008 delcararon insolvencia económica.
En el 2010/11 descendieron a la Landesliga luego de perder 1-2 ante el Bayern Hof en tiempo extra. En la temporada siguiente ascendieron a la Bayernliga tras quedar en cuarto lugar, y en la temporada 2013/14 lograron ascender a la Regionalliga Bayern.

## Palmarés
- Regionalliga Bayern: 1

2022
- Bayernliga: 8

1959 (norte), 1969, 1971, 1985, 1987, 2005, 2008, 2014 (norte)
- Landesliga Bayern-Nord: 2

1998, 2001
- 2nd Amateurliga Oberfranken Ost: 1 (IV)

1954
- Oberfranken Cup: 2

2001, 2006

## Temporadas recientes
Estas son las temporadas más recientes del club:
| Año       | Liga                   | División | Posición |
| 1999–2000 | Landesliga Bayern-Nord | V        | 2º       |
| 2000–01   | Landesliga Bayern-Nord | V        | 1º ↑     |
| 2001–02   | Bayernliga             | IV       | 7º       |
| 2002–03   | Bayernliga             | IV       | 4º       |
| 2003–04   | Bayernliga             | IV       | 7º       |
| 2004–05   | Bayernliga             | IV       | 1º ↑     |
| 2005–06   | Regionalliga Süd       | III      | 10º ↓    |
| 2006–07   | Bayernliga             | IV       | 3º       |
| 2007–08   | Bayernliga             | IV       | 1º       |
| 2008–09   | Bayernliga             | V        | 4º       |
| 2009–10   | Bayernliga             | V        | 9º       |
| 2010–11   | Bayernliga             | V        | 16º ↓    |
| 2011–12   | Landesliga Bayern-Nord | VI       | 4º ↑     |
| 2012–13   | Bayernliga Nord        | V        | 6º       |
| 2013–14   | Bayernliga Nord        | V        | 1º ↑     |
| 2014–15   | Regionalliga Bayern    | IV       |          |

## Apariciones en la Copa de Alemania
| Temporada | Ronda            | Fecha                    | Casa                 | Visita               | Resultado | Asistencia |
| 1972–73   | 1.ª – Ida        | 10 de diciembre de 1972  | SpVgg Bayreuth       | 1. FC Kaiserslautern | 4–2       |            |
| 1972–73   | 1.ª – Vuelta     | 20 de diciembre de 1972  | 1. FC Kaiserslautern | SpVgg Bayreuth       | 4–0       |            |
| 1974–75   | 1.ª              | 7 de septiembre de 1974  | SpVgg Bayreuth       | FC Schalke 04        | 1–2       |            |
| 1975–76   | 1.ª              | 1 de agosto de 1975      | Karlsruher SC        | SpVgg Bayreuth       | 4–2       |            |
| 1976–77   | 1.ª              | 6 de agosto de 1976      | Kickers Offenbach    | SpVgg Bayreuth       | 4–4 aet   |            |
| 1976–77   | 1.ª – replay     | 1 de septiembre de 1976  | SpVgg Bayreuth       | Kickers Offenbach    | 4–1       |            |
| 1976–77   | 2.ª              | 16 de octubre de 1976    | SpVgg Bayreuth       | SSV Reutlingen       | 2–1       |            |
| 1976–77   | 3.ª              | 18 de diciembre de 1976  | SpVgg Bayreuth       | FV Hassia Bingen     | 2–1       |            |
| 1976–77   | 4.ª              | 8 de enero de 1977       | SpVgg Bayreuth       | FC Augsburg          | 2–0       |            |
| 1976–77   | Cuartos de Final | 9 de febrero de 1977     | SpVgg Bayreuth       | Rot-Weiß Essen       | 1–2       |            |
| 1977–78   | 1.ª              | 29 de julio de 1977      | FC 08 Villingen      | SpVgg Bayreuth       | 0–1       |            |
| 1977–78   | 2.ª              | 20 de agosto de 1977     | Itzehoer SV          | SpVgg Bayreuth       | 1–6       |            |
| 1977–78   | 3.ª              | 14 de octubre de 1977    | Karlsruher SC        | SpVgg Bayreuth       | 2–0       |            |
| 1978–79   | 1.ª              | 4 de agosto de 1978      | SV Haidlfing         | SpVgg Bayreuth       | 0–5       |            |
| 1978–79   | 2.ª              | 24 de septiembre de 1978 | SpVgg Bayreuth       | Melsunger FV         | 6–0       |            |
| 1978–79   | 3.ª              | 2 de diciembre de 1978   | Bayer 04 Leverkusen  | SpVgg Bayreuth       | 1–0       |            |
| 1979–80   | 1.ª              | 25 de agosto de 1979     | SpVgg Bayreuth       | Preußen 07 Hameln    | 5–0       |            |
| 1979–80   | 2.ª              | 29 de septiembre de 1979 | SpVgg Bayreuth       | SpVgg Au/Iller       | 6–0       |            |
| 1979–80   | 3.ª              | 12 de enero de 1980      | SpVgg Bayreuth       | FC Bayern Munich     | 1–0       |            |
| 1979–80   | 4.ª              | 16 de febrero de 1980    | SpVgg Bayreuth       | TuS Langerwehe       | 5–2 aet   |            |
| 1979–80   | Cuartos de Final | 6 de abril de 1980       | FC Schalke 04        | SpVgg Bayreuth       | 3–1       |            |
| 1980–81   | 1.ª              | 29 de agosto de 1980     | Borussia Neunkirchen | SpVgg Bayreuth       | 1–1 aet   |            |
| 1980–81   | 1.ª – replay     | 17 de septiembre de 1980 | SpVgg Bayreuth       | Borussia Neunkirchen | 2–1       |            |
| 1980–81   | Second round     | 29 de agosto de 1980     | SpVgg Bayreuth       | VfB Stuttgart        | 1–3       |            |
| 1981–82   | 1.ª              | 28 de agosto de 1981     | SpVgg Bayreuth       | Bayer Uerdingen      | 3–1       |            |
| 1981–82   | 2.ª              | 11 de octubre de 1981    | VfB Stuttgart II     | SpVgg Bayreuth       | 1–2       |            |
| 1981–82   | 3.ª              | 30 de diciembre de 1981  | SpVgg Bayreuth       | VfB Oldenburg        | 2–0       |            |
| 1981–82   | 4.ª              | 9 de enero de 1982       | SV Werder Bremen     | SpVgg Bayreuth       | 2–0       |            |
| 1982–83   | 1.ª              | 27 de agosto de 1982     | SpVgg Bayreuth       | SpVgg Fürth          | 3–1       |            |
| 1982–83   | 2.ª              | 15 de octubre de 1982    | SpVgg Bayreuth       | Hertha BSC Berlin    | 0–1       |            |
| 1983–84   | 1.ª              | 28 de agosto de 1983     | FC Augsburg          | SpVgg Bayreuth       | 2–1 aet   |            |
| 1984–85   | 1.ª              | 1 de septiembre de 1984  | SpVgg Bayreuth       | SV Mettlach          | 7–0       |            |
| 1984–85   | 2.ª              | 13 de octubre de 1984    | SpVgg Bayreuth       | 1. FC Union Solingen | 1–2       |            |
| 1986–87   | 1.ª              | 27 de agosto de 1986     | SpVgg Bayreuth       | SG Wattenscheid 09   | 0–3       |            |
| 1988–89   | 1.ª              | 6 de agosto de 1988      | Germania Dörnigheim  | SpVgg Bayreuth       | 0–5       |            |
| 1988–89   | 2.ª              | 24 de septiembre de 1988 | SV Werder Bremen     | SpVgg Bayreuth       | 6–1       |            |
| 1989–90   | 1.ª              | 20 de agosto de 1989     | 1. FC Pforzheim      | SpVgg Bayreuth       | 4–1       |            |
| 1990–91   | 1.ª              | 4 de agosto de 1990      | SpVgg Bayreuth       | Blau-Weiß 90 Berlin  | 0–3       |            |
| 2006–07   | 1.ª              | 8 de septiembre de 2006  | SpVgg Bayreuth       | Kickers Offenbach    | 0–2       |            |

Fuente:«DFB-Pokal». Weltfussball.de (en alemán). Consultado el 29 de mayo de 2009.